# Clarence "Frogman" Henry
Clarence "Frogman" Henry II, född 19 mars 1937 i New Orleans, Louisiana, död 7 april 2024 i New Orleans, var en amerikansk sångare, musiker och låtskrivare, verksam inom rock and roll och rythm and blues. Hans genombrottslåt var Ain't Got No Home 1957 som nådde plats 20 på Billboardlistan. Hans största hit var But I Do som kom 1961 och gick upp till fjärdeplatsen på Billboardlistan, liksom på svenska Tio i topp.